# Massemühle
In einer Massemühle (auch Massenmühle) wird Schlicker als zur Porzellanherstellung geeignete Masse erzeugt. 

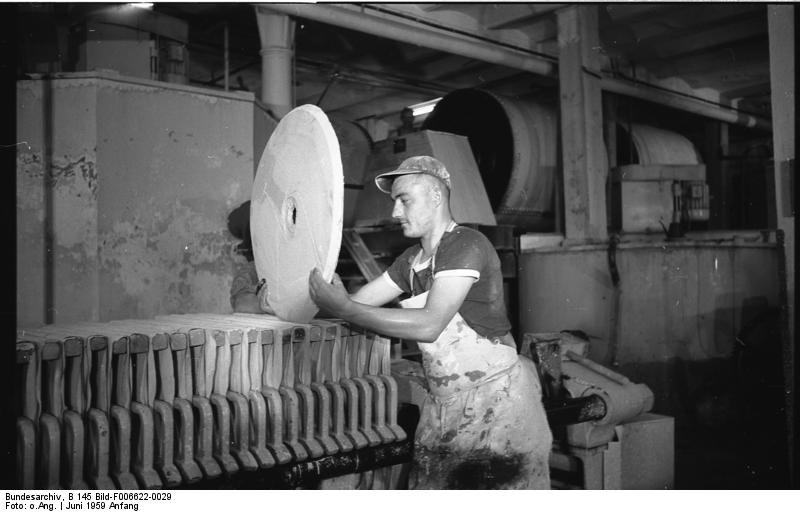
Massemüller an einer Filterpresse. Im Hintergrund Trommelmühlen

 Dazu werden die Ausgangsstoffe Kaolin, Quarz und Feldspat gemischt und gemahlen. Dieses Mineralgemisch bildet mit Wasser eine homogene Masse unterschiedlichster Viskosität.

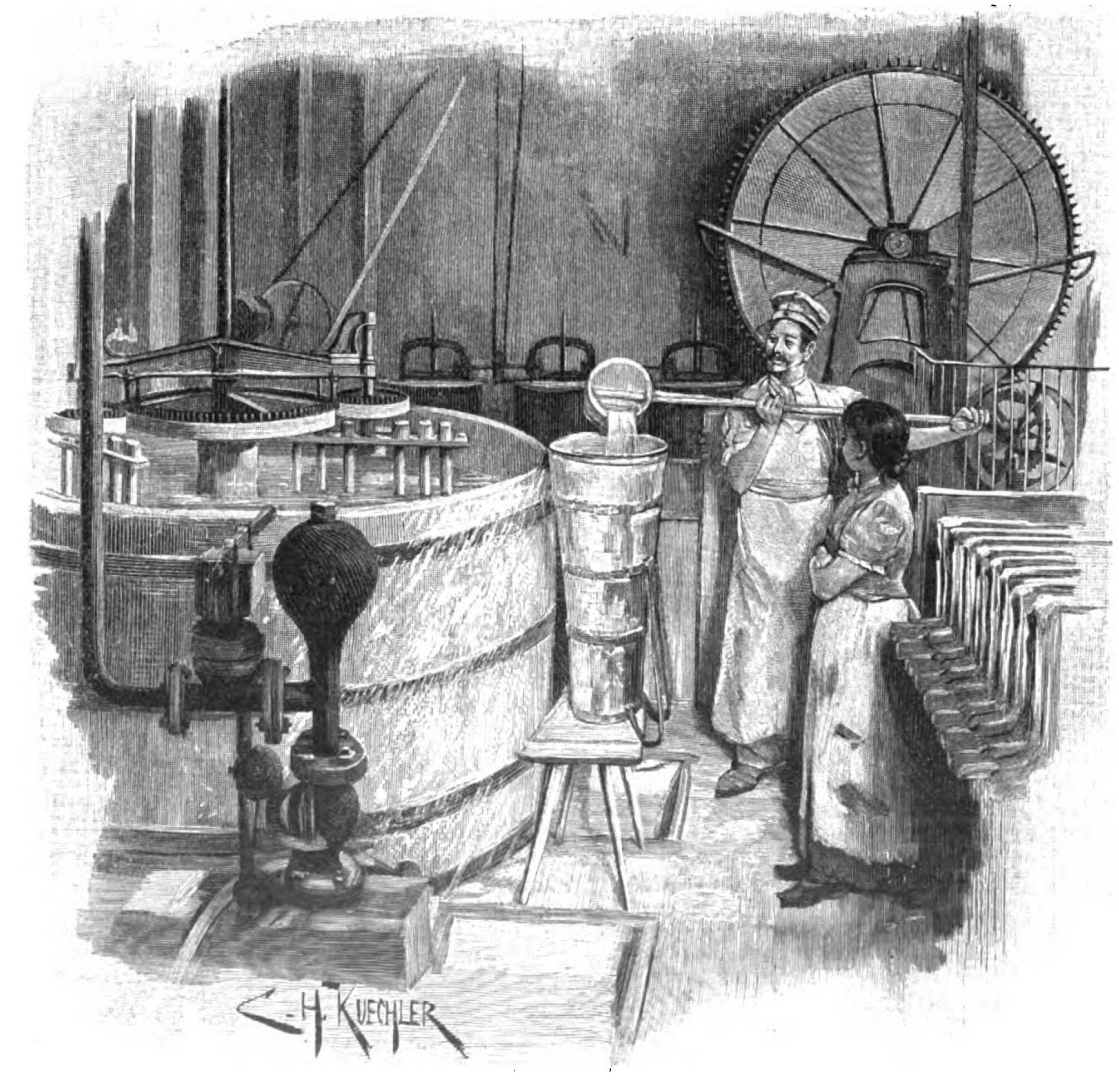
In der Massenmühle. In der Porzellanfabrik Die Gartenlaube, 1898, Heft 24, S. 752.

In Deutschland entstanden die ersten Massemühlen mit der Erfindung des europäischen Hartporzellans durch Johann Friedrich Böttger und Ehrenfried Walther von Tschirnhaus zu Beginn des 18. Jahrhunderts. Sie wurden durch Wasserkraft nahe gelegener Flüsse oder Bäche angetrieben und arbeiteten nach dem Prinzip der Wassermühle. 
Vielerorts wurde die Bezeichnung Massemühle für Nachfolgeeinrichtungen oder als Teil einer Flurbezeichnung an ehemaligen Standorten beibehalten, zum Beispiel:
- Massemühle im Lauchagrund bei Tabarz
- Massemühle bei Stützerbach
- Massemühle bei Hohenberg an der Eger
- Massemühle in Ebersdorf (Neustadt bei Coburg)
- Massermühle zwischen Katzhütte und Masserberg im Massetal.

Einige Massemühlen bestehen heute als technische Denkmale weiter, beispielsweise im Thüringer Wald und anderen ehemaligen Zentren der Porzellanherstellung. So unter anderem:
- die Massemühle Elgersburg (Technisches Denkmal)
- die Saalewehranlage Kahla (Technisches Denkmal)
- in der Porzellanmanufaktur Nymphenburg